# 꼬리감는원숭이과
꼬리감는원숭이과(Cebidae)는 현재 알려진 신세계원숭이 5개 과 중 하나이다. 현존하는 종으로는 꼬리감는원숭이와 다람쥐원숭이가 있다. 꼬리감는원숭이과 종은 남아메리카와 중앙아메리카의 열대 및 아열대 지역에서 발견된다.

## 특징
꼬리감는원숭이는 나무 위에서 생활하는 동물로, 땅 위를 거의 이동하지 않는다. 보통은 작은 원숭이로 검은머리카푸친 정도 크기이며, 몸길이는 33~56cm, 몸무게는 2.5~3.9kg이다. 형태와 색깔은 다소 다양하지만, 모두 신대륙원숭이의 전형적인 넓고 납작한 코를 가지고 있다.
잡식성 동물로 주로 과일과 곤충을 먹지만, 이러한 먹이의 비율은 종마다 크게 다르다. 치열은 2.1.3.2-32.1.3.2-3이다.
암컷은 종에 따라 130일에서 170일 사이의 임신 기간 후에 한두 마리의 새끼를 낳는다. 꼬리감는원숭이는 사회적 동물로 5마리부터 40마리까지의 개체가 무리를 지어 생활하며, 일반적으로 작은 종들이 더 큰 무리를 이룬다. 이들은 일반적으로 주행성 습성을 가지고 있다.

## 분류

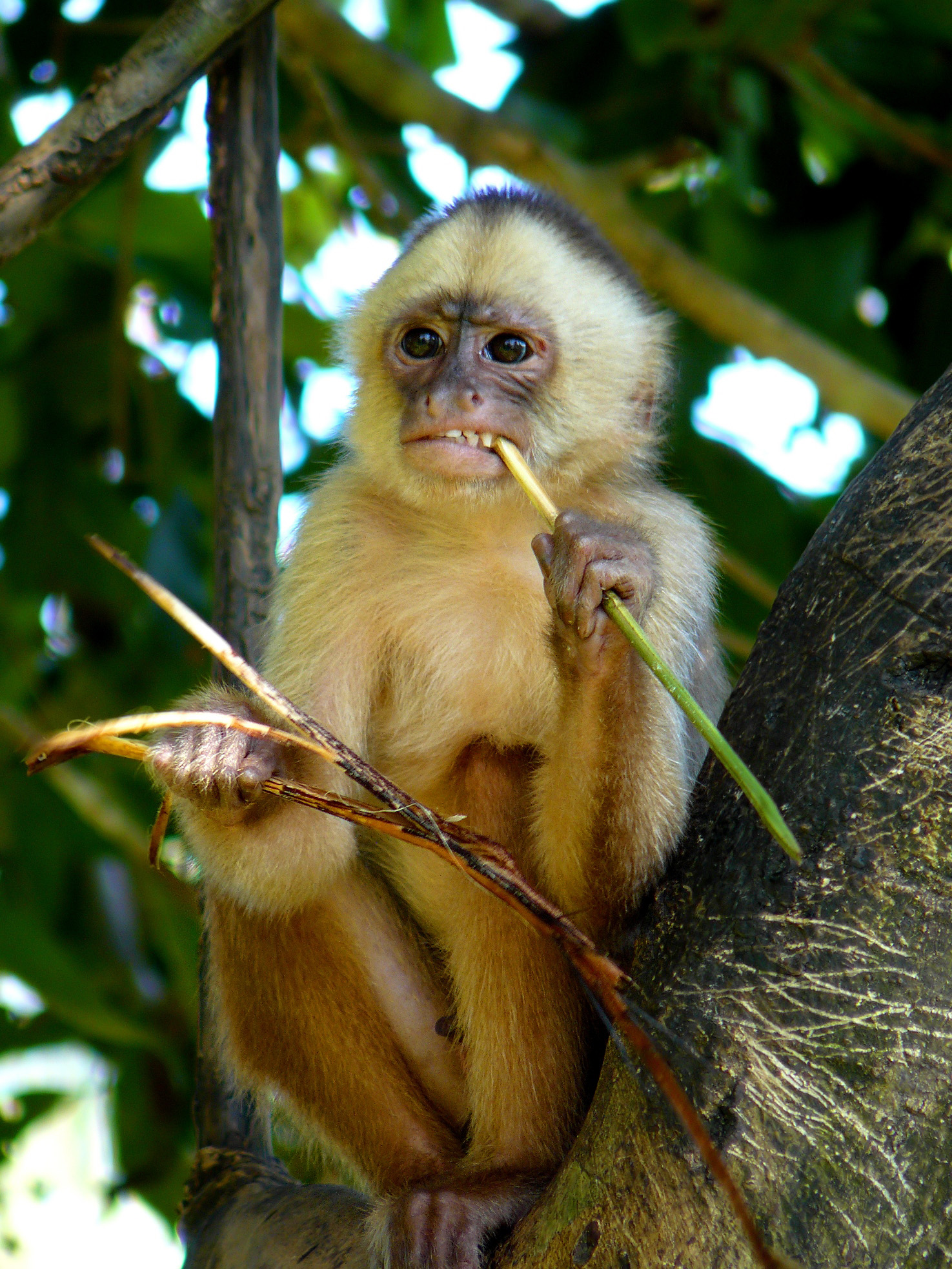
훔볼트흰이마카푸친 (Cebus albifrons)

이전에는 신세계원숭이를 비단원숭이과와 꼬리감는원숭이과로 분류했다. 최근 몇 년 동안 마모셋과 타마린, 사자타마린은 꼬리감는원숭이과의 비단원숭이아과(Callitrichinae)로 분류되었고, 꼬리감는원숭이과에 속한 다른 속들은 올빼미원숭이과, 사키원숭이과, 거미원숭이과로 이동되었다. 최근 신세계원숭이 분류에서는 비단원숭이과를 다시 분리하여 꼬리감기원숭이(카푸친)와 다람쥐원숭이만 꼬리감는원숭이과(카푸친과)에 남게 되었다.
최근의 조사에 의하면 꼬리감는원숭이과는 모두 3속 30종으로 분류된다.
- 꼬리감는원숭이아과 (Cebinae) - 2속 23종
  - 가냘픈꼬리감는원숭이속 또는 가는꼬리감는원숭이속 (Cebus) - 16종
  - 건장한꼬리감는원숭이속 또는 굵은꼬리감는원숭이속 (Sapajus) - 7종
- 다람쥐원숭이아과 (Saimiriinae) - 1속 7종
  - 다람쥐원숭이속 (Saimiri) - 7종

## 계통 분류
다음은 광비원류의 계통 분류이다.

|  | 티티원숭이아과 |
|  |                |
|  | 사키원숭이아과 |
|  |                |

|  | 고함원숭이아과 |
|  |                |
|  | 거미원숭이아과 |
|  |                |

|  | 꼬리감는원숭이아과 |
|  |                    |
|  | 다람쥐원숭이아과   |
|  |                    |

|  | 비단원숭이과   |
|  |                |
|  | 올빼미원숭이과 |
|  |                |

|  | 꼬리감는원숭이아과 |
|  |                    |
|  | 다람쥐원숭이아과   |
|  |                    |

|  | 비단원숭이과   |
|  |                |
|  | 올빼미원숭이과 |
|  |                |

|  | 고함원숭이아과 |
|  |                |
|  | 거미원숭이아과 |
|  |                |

|  | 꼬리감는원숭이아과 |
|  |                    |
|  | 다람쥐원숭이아과   |
|  |                    |

|  | 비단원숭이과   |
|  |                |
|  | 올빼미원숭이과 |
|  |                |

|  | 꼬리감는원숭이아과 |
|  |                    |
|  | 다람쥐원숭이아과   |
|  |                    |

|  | 비단원숭이과   |
|  |                |
|  | 올빼미원숭이과 |
|  |                |

|  | 티티원숭이아과 |
|  |                |
|  | 사키원숭이아과 |
|  |                |

|  | 고함원숭이아과 |
|  |                |
|  | 거미원숭이아과 |
|  |                |

|  | 꼬리감는원숭이아과 |
|  |                    |
|  | 다람쥐원숭이아과   |
|  |                    |

|  | 비단원숭이과   |
|  |                |
|  | 올빼미원숭이과 |
|  |                |

|  | 꼬리감는원숭이아과 |
|  |                    |
|  | 다람쥐원숭이아과   |
|  |                    |

|  | 비단원숭이과   |
|  |                |
|  | 올빼미원숭이과 |
|  |                |

|  | 고함원숭이아과 |
|  |                |
|  | 거미원숭이아과 |
|  |                |

|  | 꼬리감는원숭이아과 |
|  |                    |
|  | 다람쥐원숭이아과   |
|  |                    |

|  | 비단원숭이과   |
|  |                |
|  | 올빼미원숭이과 |
|  |                |

|  | 꼬리감는원숭이아과 |
|  |                    |
|  | 다람쥐원숭이아과   |
|  |                    |

|  | 비단원숭이과   |
|  |                |
|  | 올빼미원숭이과 |
|  |                |